# (24245) Ezratty
(24245) Ezratty est un astéroïde de la ceinture principale d'astéroïdes.

## Description
(24245) Ezratty est un astéroïde de la ceinture principale d'astéroïdes. Il fut découvert le 7 décembre 1999 à Socorro (Nouveau-Mexique) par le projet LINEAR. Il présente une orbite caractérisée par un demi-grand axe de 2,28 UA, une excentricité de 0,19 et une inclinaison de 6,1° par rapport à l'écliptique.

## Compléments